# 운동 (활동)

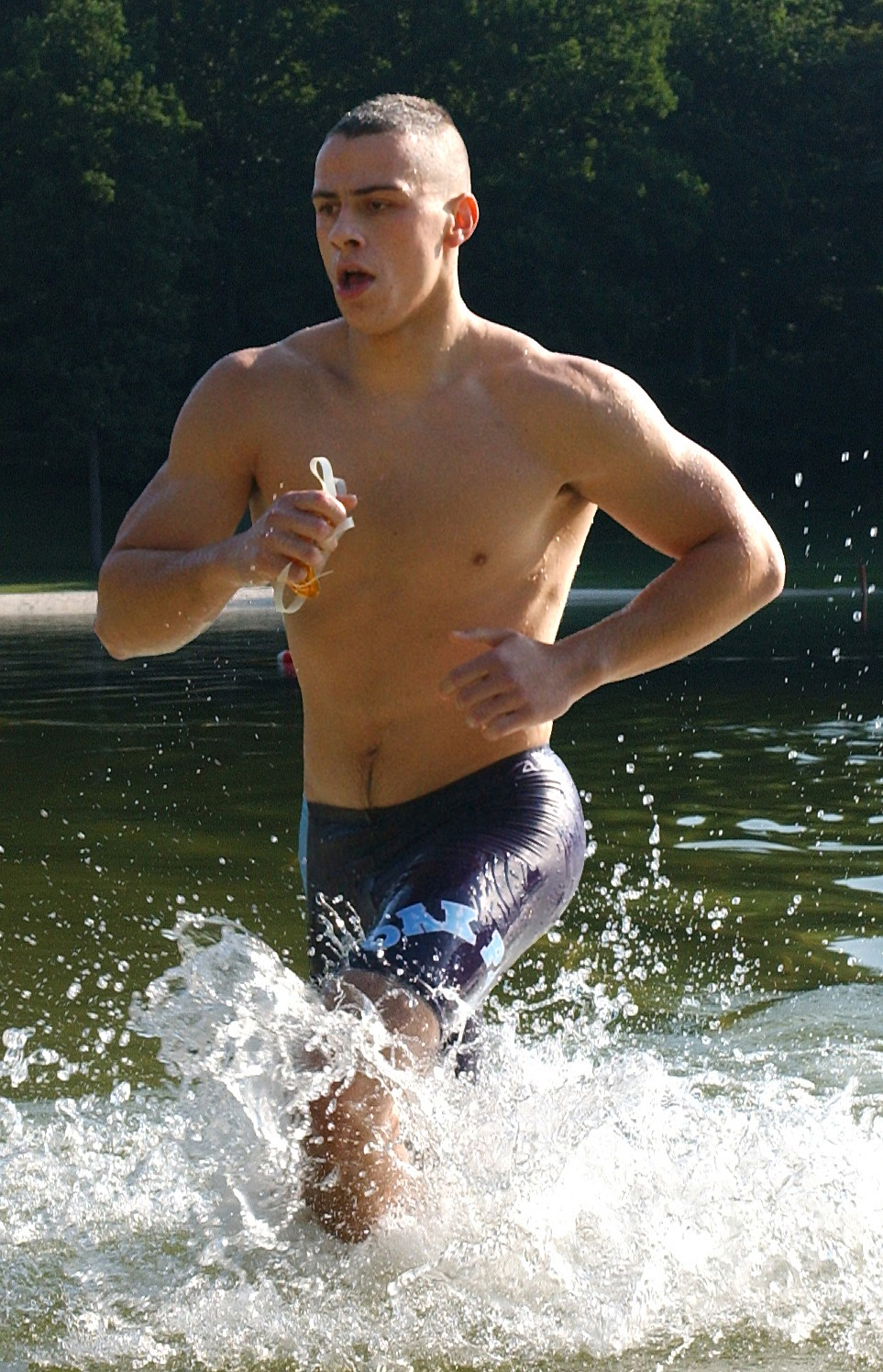
물속에서 달리기 (쿼런닝)

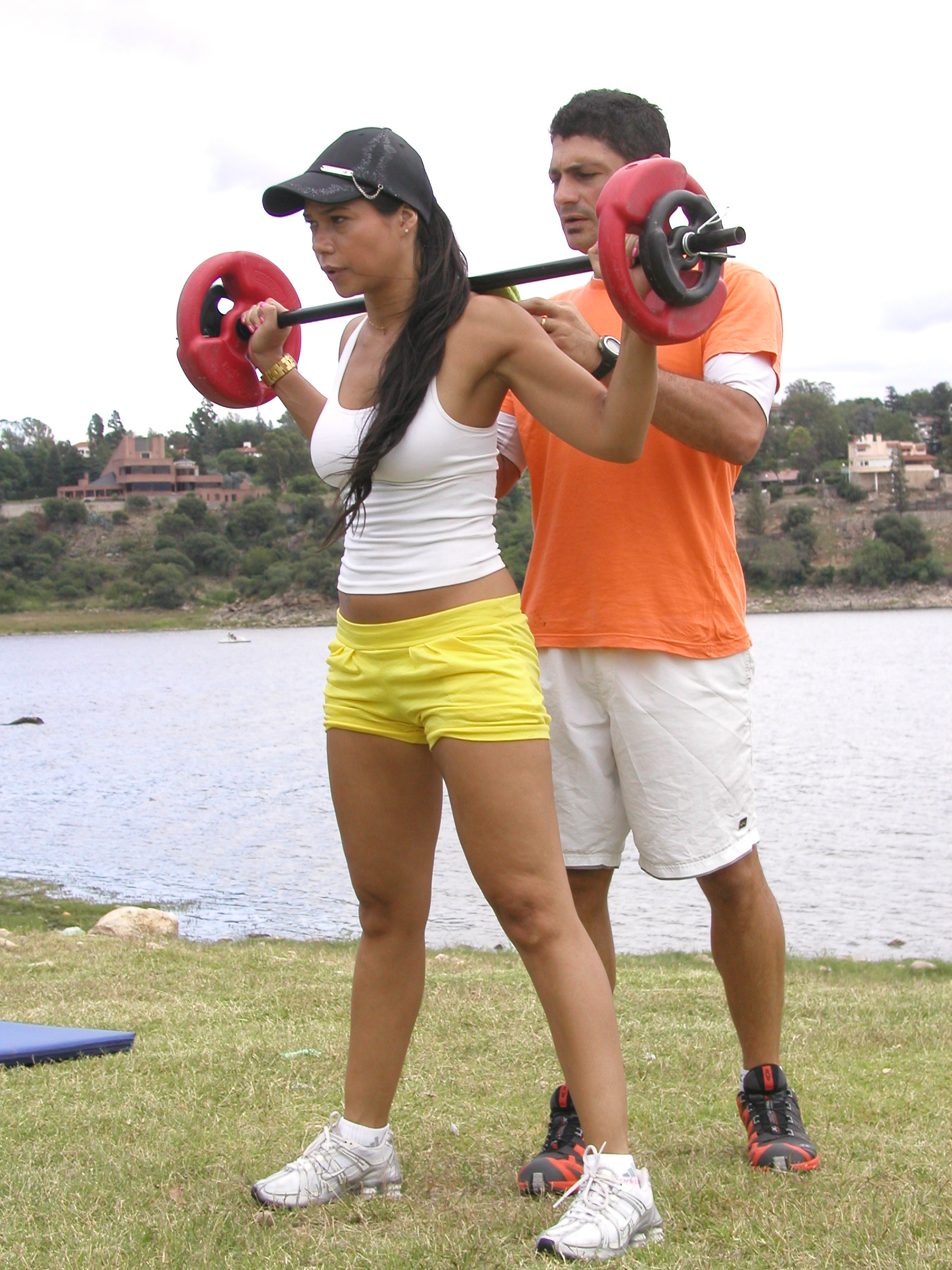
웨이트 트레이닝

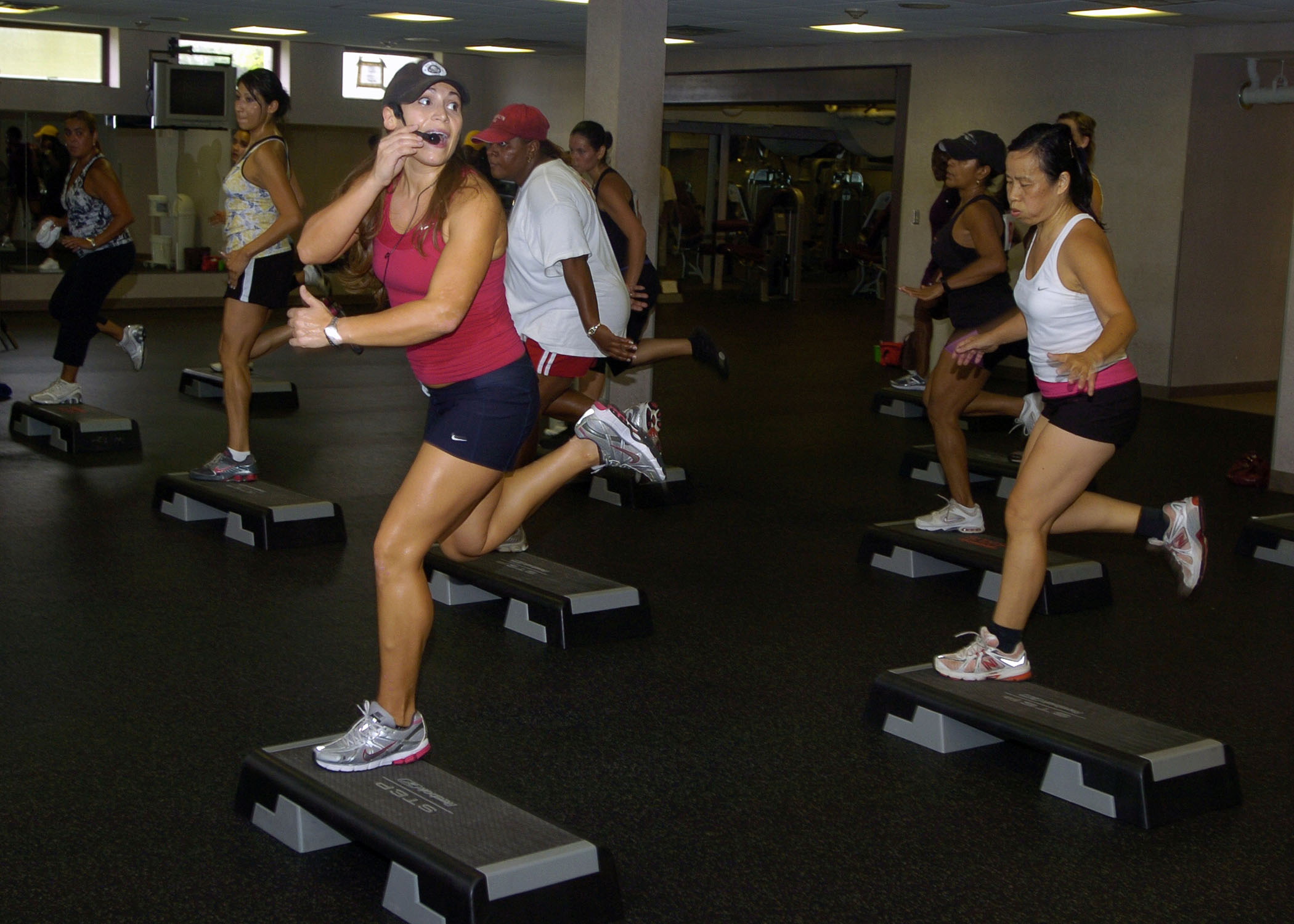
미국의 에어로빅 운동 강사가 그녀의 수업을 가르친다.

운동(運動, exercise)은 체력과 수행력, 건강 등을 개선하거나 유지할 목적으로 여가에 계획적, 구조적, 반복적으로 하는 신체 활동이다.
운동은 성장을 촉진하거나 힘을 기르기 위해, 생물학적 노화를 방지하기 위해, 근육과 순환계통을 발달시키기 위해, 운동 기술을 연마하기 위해, 몸무게를 줄이거나 유지하기 위해, 체력을 개선하기 위해, 또는 단순한 즐거움을 위해 한다. 건강상의 이익을 봤을 때, 권장하는 운동량은 운동의 목표와 종류, 사람의 나이에 따라서 달라진다. 운동을 조금이라도 하는 것이 아무것도 하지 않는 것보다 더 좋다. 연구로 밝혀진 운동의 다양한 좋은 효과 때문에 운동을 '기적의 약'이라고 부르기도 한다.

## 분류
운동은 인체에 미치는 종합적인 영향에 따라서 대개 다음 세 가지로 분류한다.
- 유산소 운동은 많은 근육을 써서 인체가 쉴 때보다 더 많은 산소를 쓰도록 하는 운동이다.[5] 유산소 운동의 목표는 순환계통의 지구력을 기르는 운동이다.[6] 유산소 운동의 예로는 달리기, 자전거 타기, 수영, 빠르게 걷기, 줄넘기, 조정, 하이킹, 테니스, 장거리 달리기 등이 있다.[5]

- 무산소 운동은 근력 트레이닝과 저항 트레이닝을 포함하는 운동으로 근육을 늘리고 강화하며 뼈 밀도와 신체 균형, 운동협응을 향상하는 운동이다.[5] 무산소 운동의 예로는 팔굽혀펴기와 턱걸이, 런지, 스쿼트, 벤치 프레스 등이 있다. 백색근의 힘을 키우는 웨이트 트레이닝, 기능 트레이닝, 편심성 수축 트레이닝, 인터벌 트레이닝, 단거리 달리기, 고강도 인터벌 트레이닝 등도 무산소 운동에 속한다.[5][7]

- 유연성 운동은 근육을 늘어나게 한다.[5] 스트레칭과 같은 운동은 관절과 근육을 유연하게 만든다.[5] 유연성 운동의 목표는 관절의 가동 범위를 넓혀서 부상의 위험을 줄이는 것이다.[5][8]

운동은 동적 운동과 정적 운동으로 분류할 수도 있다. 달리기와 같은 동적 운동은 혈류를 개선하기 때문에 운동할 때 이완기의 혈압을 낮추는 경향이 있다. 반대로 역도와 같은 정적 운동은 운동할 때 수축기의 혈압을 일시적으로 높인다.

## 역사
운동으로 얻을 수 있는 이익은 고대에도 알려져 있었다. 고대 그리스에서 전사들은 무거운 돌을 던지면서 힘을 길렀는데, 기록에 따르면 비본이라는 사람은 143.5 kg에 이르는 사암을 한 손으로 들어 올려 던졌다. 중세 전기에 이르러 북유럽의 게르만족 사이에서는 생존의 수단으로 운동을 중요하게 여겼다. 한 손으로 돌 던지기는 중세 유럽의 예술 작품에서 흔하게 나타나는 운동인데, 검술사 한스 탈호퍼는 제자들에게 무거운 돌을 던지는 운동을 추천했다.
19세기에 이르러 운동은 유익한 영향력이 있다고 여겨졌다. 1858년에 아치볼드 매클래런은 옥스퍼드 대학교에 체육관을 열고 영국 육군 장교 프레더릭 해머슬리와 12명의 부사관을 운동하게 했다. 이 운동법은 이후 영국 육군의 훈련법에 포함돼 1860년에 육군 체육 참모부가 세워졌으며 군 생활에서 스포츠의 중요성을 높였다.
1949년에 제리 모리스가 이끄는 연구진은 운동과 건강 사이의 연관성을 조사해 1953년에 발표했다. 모리스는 비슷한 사회적 지위와 직업을 가진 남성들 사이에서 운동의 수준에 따라 심장병의 발병 확률이 큰 차이가 있었다고 주장했는데, 그의 연구에 따르면 버스 기사는 몸을 많이 움직이지 않는 직업이라서 심장병에 걸릴 확률이 높았지만 버스 차장은 계속 움직여야 해서 심장병에 걸릴 확률이 낮았다. 모리스는 이후 연구를 계속해 정원 가꾸기와 같은 느린 움직임은 건강에 매우 적은 도움이 되고, 운동은 더 활발하게 해야 도움이 된다고 주장했다. 1958년에 모리스는 연구 결과를 정리해 『영국의학저널』에 「관상 동맥 심장병과 일의 신체적 움직임」이라는 글을 발표했다.

## 효과
운동은 건강을 유지하는 데에 중요하며 건강한 체중을 유지하고, 소화 계통을 조절하고, 뼈 밀도와 근육, 관절을 건강하게 유지하고, 생리적인 건강을 유지하고, 수술의 위험도를 낮추고, 면역 체계를 강화하는 데에 도움이 될 수 있다. 일부 연구 결과에 따르면 운동은 기대 수명을 늘리고 전체적인 삶의 질을 높인다. 중간 강도에서 고강도의 운동을 하는 사람은 신체적으로 활발하지 않은 사람보다 사망률이 낮다. 중간 강도의 운동은 염증의 가능성을 줄여 노화의 방지와 연관이 있다. 신체 활동의 부족은 전 세계에서 관상 동맥 심장병의 약 6%, 제2형 당뇨병의 7%, 유방암의 10%, 결장암의 10%를 부담했다. 또한 신체 활동 부족은 전 세계 조기 사망의 원인에서 9% 정도를 차지한다.

### 신체 단련
신체 활동의 강도를 높여서 신체를 단련할 수 있다. 저항 트레이닝을 통한 근육 크기의 증가는 주로 식단과 테스토스테론이 결정한다. 이 트레이닝으로 얻은 향상의 유전 변이는 엘리트 운동선수와 일반인 사이의 주요한 생리학상 차이점이다.
초기의 운동 기능과 발달은 이후 인생의 신체 활동과 수행 능력과 연관이 있다. 어렸을 때부터 더 많은 운동 기능에 능한 어린이들은 신체적으로 더 활발한 경향이 있기 때문에 스포츠를 잘하거나 더 건강한 경향이 있다. 초기 운동 기능의 능숙도는 유년기의 신체적 활동 및 건강 수준과 양의 상관관계가 있고, 운동 기능이 덜하면 더 정적인 생활 방식으로 이어진다.
2015년의 메타분석 연구에 따르면 고강도 인터벌 트레이닝은 개인의 최대 산소 섭취량을 저강도 저항 트레이닝보다 더 많이 증가시켰다.

### 심혈관계
신체 활동의 부족과 심혈관계 질환으로 인한 사망률의 사이에는 직접적인 상관관계가 있으며, 신체 활동 부족은 관상 동맥 질환을 유발하는 독립 위험 인자다. 또한, 낮은 수준의 신체적 운동은 심혈관계 질환으로 인한 사망 위험을 높인다.
신체적 운동을 하는 어린이는 지방이 많이 감소하고 심혈관계 건강이 크게 향상된다. 여러 연구 결과에 따르면 유년기의 학업 스트레스는 이후에 심혈관계 질환의 위험을 높이지만, 규칙적인 신체적 운동으로 이러한 위험을 크게 줄일 수 있다. 신체적 활동이 심혈관계 질환으로 인한 사망률을 낮추는 효과는 신체적 활동을 최대 산소 섭취량의 40%~60% 수준인 중간 강도로 했을 때 가장 컸다. 심근 경색 이후에 규칙적으로 운동을 한 사람들은 생존률이 높아졌다. 몸을 자주 움직이지 않은 사람들이 심혈관계 질환으로 사망할 위험이 가장 높았다. 미국심장협회에 따르면 운동은 심근 경색과 뇌졸중 등 심혈관계 질환의 위험을 줄인다.

### 면역계
신체적 운동과 면역계에 관한 연구는 여러 번 이루어졌으나, 운동과 질병 사이의 관계에 관한 직접적인 증거는 거의 없다. 역학상의 증거에 따르면 중간 강도의 운동은 인간의 면역계에 좋은 영향을 미친다. 중간 강도의 운동은 상기도감염증에 걸릴 위험을 29% 줄여주지만, 마라톤 선수들 대상으로 한 연구에서는 선수들의 고강도 운동은 상기도감영증에 걸릴 위험을 높이는 데 연관 관계가 있었다. 그러나 다른 연구에서는 연관 관계를 찾지 못했다. 면역 세포 기능은 고강도 운동을 오랫동안 격렬하게 했을 때 손상되는데, 일부 연구에 따르면 운동선수들은 감염의 위험이 더 크다. 마라톤 훈련과 같은 장시간의 격렬한 스트레스는 림프구의 농도를 떨어뜨려 면역계를 약화시킬 수 있다. 운동선수는 자연 살해 세포의 수와 세포융해 작용이 일반인보다 약간 더 많지만, 임상적으로 차이가 나는 편은 아니다.
만성 질환과 연관이 있는 C반응단백과 같은 염증의 생물지표는 신체 활동이 부족한 사람보다 활발한 활동적인 사람에게서 더 적으며, 운동의 긍정적인 효과는 운동으로 얻는 항염증 효과 때문일 수 있다. 심장 질환이 있는 사람에게 운동은 혈중 피브리노젠과 C반응단백 수치를 낮춘다. 격렬한 운동 이후에 면역계가 약화하는 것은 항염증 효과의 기제 가운데 하나일 수 있다.

### 수면
2012년의 리뷰 논문에 따르면 4개월 이내의 신체적 운동은 40세 이상 성인에게서 수면의 질을 높일 수 있다. 2010년의 리뷰 논문에 따르면 대부분의 사람은 운동으로 수면의 질을 높일 수 있으며 불면증을 치료하는 데에도 도움을 줄 수 있지만 운동과 수면 사이의 관계에 관한 자세한 결론을 끌어내는데 필요한 증거는 충분하지 않았다. 2018년의 체계적 문헌 고찰과 메타 분석에 따르면 운동은 불면증이 있는 사람의 수면의 질을 개선할 수 있다.

### 성욕
2013년의 연구 결과에 따르면 운동은 항우울제 복용으로 인한 성적 흥분 문제를 개선할 수 있다.

## 효과의 기제
운동은 기본적으로 근골격계의 생물학적 활동으로 ATP를 사용한다. 근골격계, 특히 근육은 활동에 의해서 칼슘 농도와 ADP(또는 AMP) 농도 그리고 NAD+를 높이게 된다. 칼슘 농도의 상승은 칼슘 의존적인 신호 전달 물질을 활성화함으로써 에너지 대사의 효율성을 높이는 효소의 발달과 관련 있는 것으로 알려져 있다. 또한, ATP를 소비해 ADP(또는 AMP)농도를 높이면 AMP-활성 단백질 인산화효소를 활성화해 에너지 대사를 긍정적으로 발달시키는 것으로 알려져 있다.  한편 NAD+농도의 증가는 항노화 대사경로에 중요한 시르투인을 활성화하는 것으로 보고된 바 있다. 이 밖에도 근육은 간과의 정교한 연결망을 기반으로 젖산 발효와 연관된 젖산 회로 등에 관여한다.

## 같이 보기
- 코어근육운동
- 스트레스
- 스포츠